# Hylyphantes
Genre
Synonymes
- Erigonidium Smith, 1904
- Erigonides Strand, 1907

Hylyphantes est un genre d'araignées aranéomorphes de la famille des Linyphiidae.

## Distribution
Les espèces de ce genre se rencontrent en écozone paléarctique et en Asie du Sud-Est.

## Liste des espèces
Selon World Spider Catalog (version 24.5, 19/01/2024) :
- Hylyphantes geniculatus Tu & Li, 2003
- Hylyphantes graminicola (Sundevall, 1830)
- Hylyphantes nigritus (Simon, 1882)
- Hylyphantes spirellus Tu & Li, 2005
- Hylyphantes tanikawai Ono & Saito, 2001

## Systématique et taxinomie
Ce genre a été décrit par Simon en 1884 dans les Theridiidae.
Erigonidium et Erigonides ont été placés en synonymie par Wunderlich en 1970.

## Publication originale
- Simon, 1884 : Les arachnides de France. Paris, vol. 5, p. 180-885 (texte intégral).